# Anisostachya seyrigii
Anisostachya seyrigii är en akantusväxtart som beskrevs av Raymond Benoist. Anisostachya seyrigii ingår i släktet Anisostachya och familjen akantusväxter. Inga underarter finns listade i Catalogue of Life.